# أرنولد كلاين
أرنولد كلاين (بالإنجليزية: Arnold Klein)‏ هو طبيب الجلد ‏ أمريكي، ولد في 27 فبراير 1945 في ماونت كليمنس في الولايات المتحدة، وتوفي في 22 أكتوبر 2015 في رانتشو ميراج في الولايات المتحدة.

## وصلات خارجية
- الموقع الرسمي